# ديلان ريميك
ديلان ريميك (بالإنجليزية: Dylan Remick)‏ هو لاعب كرة قدم أمريكي في مركز الدفاع، ولد في 19 مايو 1991 في اينفرنس في الولايات المتحدة. لعب مع تاكوما ديفنس وسياتل ساوندرز وهيوستن دينامو.

## وصلات خارجية
- ديلان ريميك على موقع الدوري الأمريكي (الإنجليزية)
- ديلان ريميك على موقع قاعدة بيانات كرة القدم.إي يو (الإنجليزية)
- ديلان ريميك على موقع Soccerbase.com (لاعب) (الإنجليزية)
- ديلان ريميك على موقع Soccerway.com (الإنجليزية)
- ديلان ريميك على موقع عالم كرة القدم.نت (الإنجليزية)
- ديلان ريميك على موقع AS.com (الإسبانية)